# Werboweć (obwód czerkaski)
Werboweć (ukr. Вербовець) – wieś na Ukrainie, w obwodzie czerkaskim, w rejonie katerynopilskim. W 2001 roku liczyła 707 mieszkańców.